# Championnat de Tunisie de football 1958-1959
Navigation
Saison précédente Saison suivante
La saison 1958-1959 du championnat de Tunisie de football est la 4e édition de la première division tunisienne à poule unique, la Ligue Professionnelle 1. Les quatorze meilleurs clubs tunisiens jouent les uns contre les autres à deux reprises durant la saison, à domicile et à l'extérieur. En fin de saison, les deux derniers du classement sont relégués et remplacés par le champion de la Ligue Professionnelle 2.
Cette année, c'est le club de l'Espérance sportive de Tunis qui termine en tête du championnat, en devançant de deux points le tenant du titre, l'Étoile sportive du Sahel et de cinq points l'Union sportive tunisienne. Il s'agit du premier titre de champion de l'Espérance sportive de Tunis après l'indépendance, qui manque le doublé coupe-championnat en s'inclinant en finale de la coupe de Tunisie face à l'Étoile sportive du Sahel.
En bas de classement, les deux clubs promus de LP2, l'Olympique du Kef et le Stade gabésien, terminent aux 13e et 14e rangs et retournent en deuxième division, un an après l'avoir quittée.

## Clubs participants
- Club sportif de Hammam Lif
- Étoile du Sahel
- Club africain
- Espérance sportive de Tunis
- Club athlétique bizertin
- Stade populaire
- Stade soussien
- Stade tunisien
- Club tunisien
- Sfax railway sport
- Stade gabésien - Promu de LP2
- Olympique du Kef - Promu de LP2
- Jeunesse sportive métouienne
- Union sportive tunisienne

## Compétition

### Classement
Le barème de points servant à établir le classement se décompose ainsi :
- Victoire : 3 points
- Match nul : 2 points
- Défaite : 1 point

| Rang | Équipe                          | Pts | J  | G  | N  | P  | Bp | Bc | Diff |
| ---- | ------------------------------- | --- | -- | -- | -- | -- | -- | -- | ---- |
| 1    | Espérance sportive de Tunis     | 66  | 26 | 18 | 4  | 4  | 63 | 25 | +38  |
| 2    | Étoile sportive du Sahel (T, C) | 64  | 26 | 15 | 8  | 3  | 43 | 25 | +18  |
| 3    | Union sportive tunisienne       | 61  | 26 | 14 | 7  | 5  | 59 | 32 | +27  |
| 4    | Stade tunisien                  | 60  | 26 | 14 | 6  | 6  | 44 | 23 | +21  |
| 5    | Club africain                   | 55  | 26 | 11 | 7  | 8  | 42 | 34 | +8   |
| 6    | Club sportif de Hammam Lif      | 54  | 26 | 9  | 10 | 7  | 28 | 30 | -2   |
| 7    | Sfax railway sport              | 52  | 26 | 8  | 10 | 8  | 33 | 32 | +1   |
| 8    | Jeunesse sportive métouienne    | 51  | 26 | 8  | 9  | 9  | 41 | 44 | -3   |
| 9    | Stade soussien                  | 46  | 26 | 7  | 6  | 13 | 32 | 41 | -9   |
| 10   | Club athlétique bizertin        | 46  | 26 | 6  | 8  | 12 | 24 | 39 | -15  |
| 11   | Stade populaire                 | 45  | 26 | 7  | 5  | 14 | 32 | 49 | -17  |
| 12   | Club tunisien                   | 44  | 26 | 4  | 10 | 12 | 24 | 42 | -18  |
| 13   | Stade gabésien (P)              | 44  | 26 | 6  | 6  | 14 | 19 | 38 | -19  |
| 14   | Olympique du Kef (P)            | 40  | 26 | 4  | 6  | 16 | 24 | 54 | -30  |

|  | Champion de Tunisie 1958-1959                                                                |
|  | Relégation directe en deuxième division                                                      |
|  | (T) Tenant du titre (C) Vainqueur de la coupe de Tunisie (P) Club promu de deuxième division |

### Meilleurs buteurs
Le titre est remporté par Abdelmajid Tlemçani qui a établi un record jusqu'ici inégalé en Tunisie en marquant 32 buts en une seule saison. Il marque notamment quatre triplés dont deux au Club tunisien. 
- Abdelmajid Tlemçani (EST) : 32 buts
- Abdelkrim Ben Rebih alias Krimou (UST) : 21 buts
- Larbi Touati (CA) : 19 buts
- Brahim Ben Miled alias Farzit (JSMet) : 18 buts
- Habib Mougou (ESS) et Ali Ben Hassine alias Aleya (SS) : 14 buts
- Slaheddine Ben Zekri (JSMet) et Mourad Boudhina (ESS) : 13 buts
- Hédi Braiek (ST) : 12 buts
- Mustapha Hamdani (SP) : 11 buts
- Mohamed Chagroun (OK) : 10 buts

### Meilleurs joueurs
Les meilleurs joueurs par poste sont les suivants :
- Gardien de but : Mohamed Ayachi (SS)
- Arrière-droit : Taieb Jebali (ST)
- Arrière-gauche : Abdessatar Draoui alias Guenni (ESS)
- Arrière central : Ridha Rouatbi (ESS)
- Demi-droit : Abdelkader Bouzerar (UST)
- Demi-gauche : Ali Larbi Hannachi alias Haj Ali (EST)
- Inter-droit : Abdelmajid Chetali (ESS)
- Inter-gauche : Abderrahmane Ben Ezzedine (EST)
- Ailier droit : Abdelmajid Néji (EST)
- Avant-centre : Abdelkrim Ben Rebih alias Krimou (UST)
- Ailier gauche : Mohamed Chagroun (OK)

### Arbitres
19 arbitres ont dirigé les 181 matchs joués. Les plus sollicités sont :
- Mustapha Bellakhouas : 19 matchs
- Chedly Toumi : 18 matchs
- Hédi Khemissi et Mustapha Daoud : 17 matchs
- Moncef Ben Ali : 16 matchs
- Mohamed Fatnassi et Bahri Ben Saïd : 15 matchs

## Bilan de la saison
| Championnat de Tunisie de football 1958-1959 |                                        |
| Champion                                     | Espérance sportive de Tunis (2e titre) |
| Coupes et trophées                           |                                        |
| Vainqueur de la Coupe de Tunisie 1958-1959   | Étoile sportive du Sahel               |
| Promotions et relégations                    |                                        |
| Promus en Ligue Professionnelle 1            | Avenir musulman                        |
| Relégués en Ligue Professionnelle 2          | Olympique du Kef Stade gabésien        |

## Portrait du club champion
- Président : Chedly Zouiten
- Entraîneur : Hechmi Cherif et Laâroussi Tsouri
- Buteurs : Abdelmajid Tlemçani (32 buts), Abderrahmane Ben Ezzedine et Mohamed Salah Nahali (9), Hassen Tasco (5), Mongi Hariga et Abdelmajid Néji (3), Driss Messaoud et Mehrez Zlassi (1)
- Effectif : 18 joueurs
  - Gardiens de but : Mohamed Bannour (21 matchs), Zine El-Abidine Chennoufi (5)
  - Défenseurs : Driss Messaoud (25), Hassen Tasco (23), Youssef Sehili (23), Naceur Naouar (16), Abdelaziz Bouaziz (8), Hédi Hamrouni (3)
  - Milieux de terrain : Abderrahmane Ben Ezzedine (24), Ali Larbi Hannachi (21), Mahmoud Ouakaâ (12), Slaheddine Guiza (7), Mehrez Zlassi (5), Noureddine Ben Frej (3)
  - Attaquants : Abdelmajid Tlemçani (25), Abdelmajid Néji (23), Mongi Hariga (22), Mohamed Salah Nahali (20)